# アンナさんのおまめ
『アンナさんのおまめ』は、鈴木由美子の漫画。並びに本作を原作とするテレビドラマ。

## 漫画
講談社『ヤングマガジン』1997年5・6合併号、『Kissカーニバル』2000年1月号、『Kiss』2002年21号から2004年24号にかけて連載された。コミックスはKCKissより全6巻。

### あらすじ
桃山リリは、女優志望のフリーター。深海魚系サカナ顔女だが、本人は美人だと思い込んでる、困った女。その彼女が、親友・西園寺アンナの恋人・坂上恭太郎を一目見て、自分に一目惚れしたと勘違い。恭太郎に対しては、彼の求愛（?）に逆らえないと思い、アンナに対しては、親友の恋人を奪ったと思うリリ。恭太郎を自慢の彼氏と思いながらも、いざとなるとリリとの絆を優先させるアンナ。アンナと一緒にすごしたいと願い、邪魔者のリリを遠ざけたいと願う一方で、リリの言動にほだされ情けをかけてしまう恭太郎。恋と友情のはざまで揺れる三人の関係が始まる。

### 登場人物

#### 主な登場人物
桃山リリ
主人公。19歳。女優志望のフリーター。正真正銘の深海魚系サカナ顔。本人は美人だと信じており、親友・西園寺アンナの恋人・坂上恭太郎が自分に気があると思い込んでいる。人並み外れた唯我独尊ぶりを発揮して周囲を混乱させるが、心優しい一面も併せ持つ。また、顔の造形はともかく巨乳でスタイルは抜群である。
西園寺アンナ
リリの親友。大学生。だれもが認める美人。リリと同居しており、家事などはほとんど彼女が行っている。人間関係では何よりもリリのことを大切にしており、恋人の恭太郎ですらその領域へ踏み込むことは許されない。
坂上恭太郎
アンナの恋人で、大学の先輩。出版社勤務。リリのターゲットとなってしまった不運な男。アンナとの交際を何かとリリに妨害され、いつも苦い思いをしている。しかしアンナの手前、次第にリリの父に似た感情を持つようになる。

#### ゲスト
間
原作第1巻第4話に登場。恭太郎の学生時代からの友達。学生時代のあだ名はホスト。アンナと恭太郎2人で奥多摩に行く予定が、リリにばれてしまったため、リリを受け持つ係として恭太郎が急遽連れ出す。言葉巧みにリリを持ち上げ、リリを半ば本気にさせる。
森永
原作第2巻第1話に登場。リリとアンナの高校の同級生。卒業式にアンナに告白し、アンナも彼に気があったものの行き違いからお互いの恋は成就せず。それから数年後、里帰りしたリリとアンナの前に現れ、再びアンナに想いを伝える。
桃山家／パパ、ママ、ナナ（4歳上の姉）、ララ（2歳上の姉）
原作第2巻第1話より登場。リリの家族。全員美形。リリだけが（父親曰く）容姿の不具合を持っており、ブス故のひねくれた性格にならないようにと家族一丸となってリリを蝶よ花よと育てる。それがリリの勘違いぶりを形成する要因となった。
アンナパパ
原作第2巻第2話に登場。アンナのパパ。名前は不明。会社員。マッチョな男性（アンナにリリが「パパ、プロレスラーだっけー?」と訊ねている）。
アンナママ
原作第2巻第2話に登場。アンナのママ。名前は不明。のんびりした性格の女性。
歯科医
原作第2巻第3話に登場。リリがアルバイトしていたクリニックの医師。家庭がありながらリリと不倫関係を持とうと企む。
月灯（つきあかり）ほのか
原作第2巻第4話より登場。アンナの大学の友達。密かに恭太郎を想っていた。「ブスは控え目であるべきだ」との哲学を持っており、同じブスのリリが堂々としているのが許せない。しかしその後、"恋のらんちき騒ぎ"というTV番組でブスキャラとしてブレイクする。
漁火（いさりび）光
原作第2巻第6話より登場。会社員。合コンでほのかと知り合い、付き合うことになった。顔はほのかとそっくりで、超真面目人間。ほのかを"ほのリン"と呼ぶ。
恭太郎の母
原作第3巻第5話に登場。恭太郎の母。名前は不明。「盆踊り小町」と呼ばれている。。
恭太郎の父
原作第3巻第5話に登場。恭太郎の父。名前は不明。常に母の陰に隠れる形で登場。。
小久津王子
原作第4巻第2話より登場。リリがアルバイトしていたファミレスの新人高校生。誰もが認める男前で、リリが一目惚れする。一方で彼はアンナに一目惚れするが、恭太郎を想うリリの純真さを目の当たりにし、次第にリリに惹かれていく。
坂上リナ
原作第5巻第1話より登場。恭太郎が飼っているマルチーズ。リリに顔がそっくり。恭太郎に溺愛されている。
宝部サヤカ
原作第5巻第3話より登場。19歳。10人中8人が認める美人。リリとアンナの住むマンションの部屋の隣に引っ越してきた。自称・サーヤ。誰もが認める美人のアンナが許せない。アンナをマンションから追放すべく嫌がらせを始めるが、一向に気にしないアンナに業を煮やすが、美人だがお高くとまらず、献身的なアンナの態度に考えを改め、アンナとのペアを望み、わがまま勝手なリリをうとましく感じるようになる。
磯田
原作第6巻第3話に登場。アンナのバイト先の上司。リリに勝るとも劣らぬサカナ顔だが、本人は気にしていない様子。誰に対しても物腰が低く、次第にアンナに惚れられるようになるく。

## テレビドラマ
2006年10月13日から12月15日までテレビ朝日系「金曜ナイトドラマ」（金曜日 23時15分 - 翌0時10分）枠で放送された。主演はベッキー。全10話。

### あらすじ
桃山リリは、美人でいつも男性にモテモテ…と勘違いしている、ある意味で前向きな女性。その彼女が、親友・西園寺アンナの恋人・坂上恭太郎を自分に一目惚れしたと勘違い。持ち前のゴーイング・マイ・ウェイな性分で、周囲を巻き込む大騒動を起こす。

### 登場人物・キャスト

#### 主な登場人物
桃山 リリ（ももやま リリ）〈23〉
演 - ベッキー
主人公。フリーター。周囲の人々を巻き込み翻弄させる恋する乙女。恋する乙女といえば聞こえはいいが、“全ては自分のために回っている”と思い込んでいるチョー勘違い、チョーぶっとび娘。毎回、人並み外れた勘違いぶりを発揮しては当事者たちを困惑させる。
特に、恭太郎の行動や態度を、自分に向けられた恋のアタックと勘違い。自らの恋愛妄想に心ときめかす（恭太郎にとってはいい迷惑である）。このようにチョー迷惑この上ない女だが、とことん陽気な性格と邪気のなさが救いである。マンションの一室でアンナと共同生活をしている。
西園寺 アンナ（さいおんじ アンナ）〈23〉
演 - 杏さゆり
リリの親友。才色兼備の大和撫子。会社員（時計メーカー勤務）。リリの暴走ぶりにあきれる事もあるが、唯一無二の親友と信じて疑わない。恭太郎がリリに邪険な態度を取ろうものなら、烈火のごとく怒る。リリと同居しており、家事全般を1人でこなしている。
坂上 恭太郎（さかがみ きょうたろう）
演 - 柏原収史
リリの友人・西園寺アンナの恋人にしてリリの格好の標的（?）にされる男。出版社勤務（雄談社 月刊小説ソラリス分室所属）。恭太郎本人はリリを袖にしてアンナ一筋に走りたいのだが、彼女を唯一無二の友と思うアンナの 「リリを大切にして」の言葉に逆らえず、リリの世話を焼くはめに。ところが、これがことごとく裏目に出て、リリのハートを熱くする。
神野 亜紀（じんの あき）
演 - 滝沢沙織
恭太郎の上司の女性編集者（ソラリス分室編集長）。リリに手を焼く恭太郎のためにあれこれと面倒をみる。上司と部下の建前を崩すことはないが、どうやら恭太郎に気があるようでそれとなくモーションをかけてみるが、いつも冷たくあしらわれる。仕事には厳しい猛女。
間 三平（はざま さんぺい）
演 - 徳井義実（チュートリアル）
恭太郎の同僚で親友。よき相談相手。時には、気合注入をこめて、頭突きを食らわせる。また、主な登場人物のなかでリリの恋愛妄想の被害に遭う最初の男でもある。
鶴岡 正人（つるおか まさと）
演 - 渡邉紘平
恭太郎の後輩の編集部員。赤シャツに黒のスーツを着用。リリとの関わりを極度に嫌い、厄難を招く恭太郎に強烈ないやみを浴びせることもたびたび。ほんのわずかだが、リリのお相手をさせられたこともある。同僚の亀田と行動を共にすることが多い。
亀田 勇（かめだ いさむ）
演 - 大東俊介
恭太郎の後輩の編集部員。青シャツに黒のスーツを着用。鶴岡同様、リリとの関わりを極度に嫌う。同僚の鶴岡と行動を共にすることが多い。なぜかお手製のネームプレートをつけている（「新人の亀田勇です。がんばります!!」と書かれている）。　
久保寺（くぼでら）
演 - 伊藤正博
桃山 光（ももやま ひかる）
演 - 池田努
リリの兄。かわいい妹が気がかりで、リリ及び恭太郎の身辺を絶えずマークしている。第1話から第3話まで、龍一郎と共に恭太郎とリリの尾行および偵察を行っていた。リリパパ同様、恭太郎をリリのフィアンセと信じている。
桃山 美麗（ももやま みれい）
演 - 高橋ひとみ
リリのママ。夫の龍一郎同様にリビングらしき部屋に自分の写真を飾っている。
桃山 龍一郎（ももやま りゅうたろう）
演 - 草刈正雄
リリのパパ。桃山家当主。リリを自慢の娘として溺愛してやまない（はた目には気持ち悪いくらい）。また、恭太郎をリリの婿になる人物と信じて疑わない（そのため、恭太郎がリリと結婚しないつもりだと知って精神病になった事も）。第1話から第3話まで、光と共に恭太郎とリリの尾行および偵察を行っていた。リビングらしき部屋には自分の若かりし頃の巨大な写真を飾っている。

#### ゲスト
林田（はやしだ）
演 - 犬山イヌコ（第2話）
看護師。
月灯 ほのか（つきあかり ほのか）
演 - 木内晶子（第4話）
リリとは対照的な超落胆女で、少しでも否定的なことをいわれるとたちまちヘコみ、自殺を図ろうとする。一ヶ月前、おとした眼鏡を恭太郎に ひろってもらい優しい言葉をかけてもらったのがきっかけで恭太郎に恋心を抱く。そして、恋人（と思い込んでいる）のリリに異様なまでの敵愾心を燃やす。しかし、リリのあまりのポジティブな勘違いぶりに逆に感銘を受け弟子入り、リリに男を魅了する手ほどきを受け、ついに「着ぐるみ美人」の座を射止める。
坂上はるみ（さかがみ はるみ）
演 - 山下容莉枝（第5話）
恭太郎の母。床茂（とこも）村在住。生まれつき病弱で重い心臓病を抱えており、清楚な女性で、かつては「床茂小町」と謳われたほどの美人。美声の持ち主でもあり、村一番のイベント「きのこ祭り」のカラオケ大会三連覇を目指す。しかし、リリに連覇を阻まれたうえ、余計なことを口にして取り返しのつかぬ事態を招く。
坂上次郎（さかがみ じろう）
演 - 仲本工事（第5話）
恭太郎の父。床茂村在住。実直な性格。しかし、なぜかリリから息子の嫁（?）に手を出す好色男と勘違いされる（恭パパッピにとってはいい迷惑である）。
大河原権造（おおがわら ごんぞう）
演 - 萩原流行（第6話）
恋愛小説の大家、文壇の重鎮と言われる大作家。ふんぞりかえって威張るタイプで、執筆承諾を得るため平身低頭の恭太郎に高圧的な態度で接する。ところが、リリに恭太郎をいじめる極悪人呼ばわりされ、手ひどい仕打ちを受ける。このため、執筆の話はいったん白紙に戻る。しかし二度目の接待の席上、歯に衣着せぬ恭太郎の物言い（本当は、恭太郎の体に入れ替わったリリが思うままを言っただけだが）にいたく感銘、執筆を快諾する。実は出会った瞬間から恭太郎にほの字であった。
火車 ワタル（ひぐるま ワタル）
演 - 長谷川朝晴（第6話）
火車財閥の御曹司で、リリの見合い相手。爽やかな容姿の一見、育ちのよさそうなボンボン。しかしこの男、異常性愛の持ち主で、リリの体に入れ替わった恭太郎にせまる。
宝部さやか（たからべ さやか）
演 - 松下萌子（第8話）
通称・サーヤ（とリリが勝手に命名）。ご指名ナンバーワンの売れっ子キャバクラ嬢。ところが、新参者のリリにすぐさまお株を奪われ、たちまち面目丸潰れ。いやがらせをして困らせようとするが一向に動じないリリに業を煮やし、恋人（?）の恭太郎の身柄をさらい、リリを窮地に追い込む画策を立てる。
神崎岩雄（かんざき いわお）
演 - 神保悟志（第8話）
暴力団・神崎組組長。さやかの愛人（実はさやかの勤めるキャバクラは神崎組がバックに控えている）。 さやかから、自分を寝取った男だと焚きつけられ、恭太郎に刃（やいば）を向ける。
小久津王子（おくつ おうじ）
演 - 桐島優介（第9話、最終話）
爽やか系のナイス・ガイ。画家志望。リリに見初められ、最初は戸惑うが、リリの恭太郎への想いを通して純愛を貫くひたむきさに心打たれる。そして、リリをないがしろにする恭太郎にかわり婚約宣言をする。

### スタッフ
- 原作：鈴木由美子
- 脚本：高山直也、深沢正樹、福島治子
- 演出：常廣丈太、加門幾生、近藤俊明、浅見真史
- プロデューサー：三輪祐見子（テレビ朝日）
- ナレーション：本田博太郎
- 音楽：梅堀淳
- 主題歌：MAO/d「VERY LOVE -0.5℃」
- チーフプロデューサー：桑田潔（テレビ朝日）
- 協力プロデューサー：浦井孝行（国際放映）、櫻井美恵子（国際放映）
- 制作協力：ティーズ
- 制作著作：テレビ朝日

### 放送日程
| 各話                                                       | 放送日   | サブタイトル                          | 脚本     | 演出     | 視聴率 |
| ---------------------------------------------------------- | -------- | ------------------------------------- | -------- | -------- | ------ |
| 第1話                                                      | 10月13日 | 史上最大の勘違い女! 男は皆私に夢中    | 高山直也 | 常廣丈太 | 8.1%   |
| 第2話                                                      | 10月20日 | 史上最大の勘違い…親友の彼は私に夢中   | 深沢正樹 | 常廣丈太 | 7.1%   |
| 第3話                                                      | 10月27日 | 最強の勘違い家族! まさかのプロポーズ  | 高山直也 | 加門幾生 | 7.3%   |
| 第4話                                                      | 11月03日 | 恋愛教祖と勘違い!? こうすればモテる!  | 高山直也 | 加門幾生 | 5.9%   |
| 第5話                                                      | 11月10日 | 息子の嫁と勘違い! 恐怖の嫁姑戦争勃発  | 福島治子 | 近藤俊明 | 8.1%   |
| 第6話                                                      | 11月17日 | 大作家激怒! 入れ替わった二人が大暴走  | 高山直也 | 常廣丈太 | 6.4%   |
| 第7話                                                      | 11月24日 | まさかの緊急入院! 重体のリリが聖母に  | 高山直也 | 加門幾生 | 6.3%   |
| 第8話                                                      | 12月01日 | まさかのキャバクラNo.1!! 女の戦い勃発 | 福島治子 | 浅見真史 | 7.6%   |
| 第9話                                                      | 12月08日 | 王子様登場! 勘違いじゃないプロポーズ  | 高山直也 | 常廣丈太 | 7.1%   |
| 最終話                                                     | 12月15日 | 最後の勘違い! 宇宙一幸せな花嫁!?      | 高山直也 | 常廣丈太 | 7.9%   |
| 平均視聴率 7.19%（視聴率は関東地区・ビデオリサーチ社調べ） |          |                                       |          |          |        |

### 遅れネット局
- 宮崎放送

## 関連商品

### 漫画
- 鈴木由美子『アンナさんのおまめ』（全6巻）講談社

### DVD
- 『アンナさんのおまめ』DVD-BOX 2007年4月4日発売

### CD
- MAO/d『VERY LOVE-0.5℃』2006年11月22日発売

| テレビ朝日系 金曜ナイトドラマ        | テレビ朝日系 金曜ナイトドラマ                    | テレビ朝日系 金曜ナイトドラマ               |
| 前番組                               | 番組名                                           | 次番組                                      |
| ------------------------------------ | ------------------------------------------------ | ------------------------------------------- |
| 黒い太陽 （2006年7月28日 - 9月15日） | アンナさんのおまめ （2006年10月13日 - 12月15日） | 特命係長 只野仁 （2007年1月12日 - 3月16日） |